# Эллим мак Конрах
Эллим мак Конрах — легендарный верховный король Ирландии. Он правил в начале II века («Книга захватов Ирландии» делает его современником правившего в 117—138 годах императора Адриана) или конце I века нашей эры (Джеффри Китинг писал, что Эллим правил в 60 — 80 годы, а «Анналы четырёх мастеров» — в 56 — 76 годы).

## Джеффри Китинг
Джеффри Китинг в «Истории Ирландии» писал, что Фиаха Финдолайд и «свободные племена» (free tribes) были «предательски убиты» «деревенскими племенами» (rustic tribes). Для этого был организован заговор, лидерами которого были Монах, Буан и Кайрбре Кошачья Голова. Заговорщики три года готовили пир для «свободных племен» и организовали его в Мак Кру (Коннахт), куда ежегодно свозили треть своих доходов. Празднество проходило девять дней. Когда представители «свободных племен» опьянели «деревенские племена» набросились на них и перебили. Уцелело лишь три не родившихся младенца, чьи матери сбежали. Верховным королём Ирландии на пять лет стал Кайрбре Кошачья Голова, погибший от чумы. После его смерти Атахтуайт (Athachthuaith) убивший Фиаху Финдолайда и «свободные племена» провозгласил верховным королём Эллима мак Конраха. Так как (по легенде) после убийства в Мак Кру Ирландию потрясали всевозможные бедствия, Атахтуайт обратился за советом к друидам. Те ответили, что «процветание вернётся в Ирландию вместе с одним из потомков убитых королей» Узнав, что в Альбе родился Туатал Техтмар, сын Фиахи Финдолайда — Атахтуайт направил послов в Альбу.
В течение двадцати лет правил Эллим мак Конрах, которого в битве при Айчилле (Aichill)убил сын Фиахи — Туатал Техтмар. Туатал Техтмар в этой битве кроме Эллима погибла большая часть войска, и нанёс поражение Атахтуайта. В последующих сражениях он «освободил Ирландию от тирании атахтуайтов».
Джефри Китинг перечисляет родословную Эллима: Эллим, сын Коннры, сына Россы Руада, сына Рудрайге, сына Ситриги, сына Дубха, сына Фомора, сына Айгетмара, сына Сирлама, сына Финна, сына Братхи, сына Лабрайда, сына Кайрбре, сына Оллама Фодлы из рода Ира, сына Миля. В этой родословной перечисляются как верховные короли Ирландии, так и короли Ульстера.

## «Анналы четырёх мастеров»
«Анналы четырёх мастеров» пишут, что подстрекаемые Айтах Туатом: ряд провинциальных правителей: Эллим мак Конрах король Ольстера, Санбу (сына Кета мак Магаха) Коннахтскийо, Фоирбе мак Фин король Мунстера и Эохайд Айнхенн, король Лейнстера убили верховного короля Ирландии Фиаху Финдолайда.
Новым верховным королём Ирландии стал Эллим Конрах.
«Анналы четырёх мастеров» пишут, что согласно легендам убийство Фиахи Финдолайда вызвало сильный голод «не было молока, фруктов, рыбы», так как «свергли законную династию».
Когда Туатал Техтмар вырос, он собрал войско и в битве при Айчилле (Aichill) разбил армию Эллима Конраха, погибшего в бою.

## «Книга захватов Ирландии»
«Книга захватов Ирландии» писала о том, что Эллим мак Конрах происходил от Фир Болг. Фиаха Финдолайд, верховный король Ирландии был убит Эллимом мак Конрахом, после того как ирландские провинции подняли восстание. Вместе с Фиахой погибли представители «свободных племен» Ирландии (Freemen of Ireland)
Лишь три беременных женщины смогли избежать резни, убежав на Восток за море: Этна, дочь «короля Альбы», которая была матерью Туатала Техтмара; Груибне, дочь Картни «короля Британии», которая была матерью Корба Олома, предка мунстерских Эоганахтов; и Айна, дочь «короля Саксонии», которая была матерью Тиобрайда Тиреха, предка далриадцев.
Через двадцать лет правления Эллима мак Конраха в Ирландию вернулся Туатал Техтмар. К Туаталу примкнули Фиахра, Касан и Финнмалл и 800 «бандитов»
Правление Эллима мак Конраха «Книга захватов Ирландии» синхронизирует с правлением римского императора Адриана 117—138.

## Сравнение источников
Два источника («Книга захватов» и «Анналы») пишут, что Эллим мак Конрах принимал участие в смерти Фиахи Финдолайда, третий (Джеффри Китинг в «Истории Ирландии»), что Эллима королём сделали убийцы Фиахи.
Все три источника говорят о насильственном смещении и об истреблении одной части ирландцев другой. У Джеффри Китинга нападающими выступают «деревенскими племенами» (rustic tribes) и/или Атахтуайт (Athachthuaith). В «Книге захватов» — это ирландские провинции, а в «Анналах» четыре «провинциальных короля», подстрекаемые Айтах Туатом.
Пострадавшие двумя источниками именуются «свободными племенами» (free tribes у Джефри Киттинг и Freemen of Ireland в «Книге Захватов»)
Два источника (Джефри Китинг и «Анналы») пишут о бедствиях в правление Эллима.